# Кархун (Губинский район)
Кархун (азерб. Qarxun) — село в Губинском районе Азербайджана.

## География

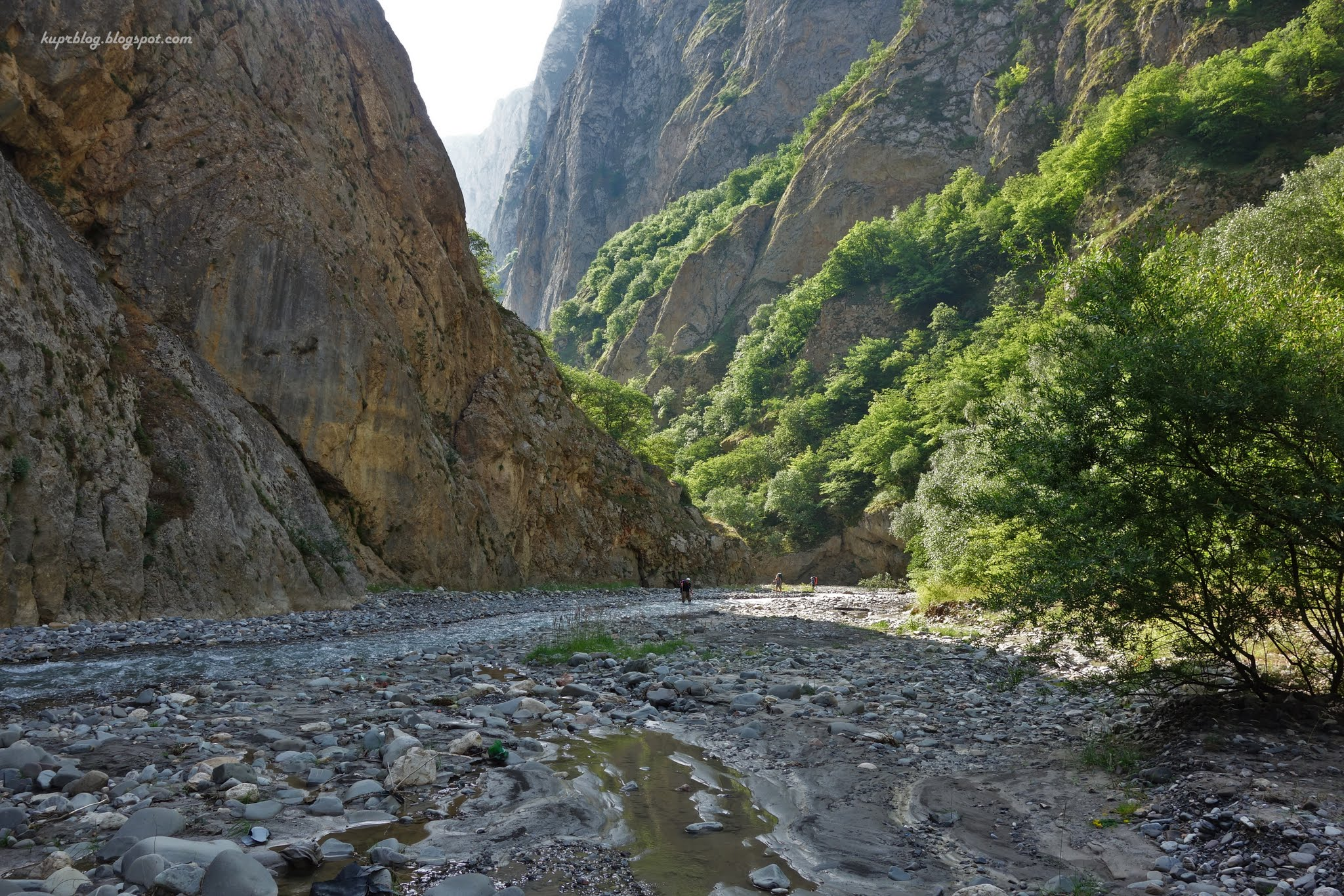
Река Карачай

Расположено в горной местности в месте слияния рек Адурчай и Карачай, к юго-западу от административного центра района — города Губа.

## Население
По сведениям «Камерального описания Кубинской провинции», составленном в 1831 году коллежским регистратором Хотяновским, в казённой деревне Кархун Будугского магала население состояло из суннитов большей частью ведших оседлый образ жизни и меньшей кочевой, занимавшихся выращиванием пшеницы и овцеводством. Юзбаши деревни являлся Сеид Мухаммед Гюльмухаммед оглы.
По материалам посемейных списков на 1886 год в Кархунъ Кубинского уезда Бакинской губернии проживало 586 жителей (49 дымов) и все таты-сунниты, из которых 38 относились к духовенству а остальные 548 человек (45 дымов) — крестьяне на казённой земле.
Согласно Азербайджанской сельскохозяйственной переписи 1921 года Кархун состоял в Рюкском сельсовете Кубинского уезда Азербайджанской ССР. В селе насчитывалось 84 хозяйства, в которых проживало 499 человек (мужчин — 239, женщин — 260). Преобладающая национальность — тюрки азербайджанские (азербайджанцы). По данным на 1 января 1933 года Кархун — село Рюкского сельсовета Конахкентского района Азербайджанской ССР. Численность населения 609 человек (101 хозяйство). Подавляющее большинство населения сельсовета состоявшего из сёл (Адур, Бильгях, Рюк) — 99,5 % обозначалось тюрками (азербайджанцами).

### Антропологические исследования
По данным исследований советско-грузинского антрополога Малхаза Абдушелишвили, азербайджанцы села Кархун имеют сходный антропологический облик с азербайджанцами Дальмамедли, Нахичевани, Дивичи, Ерфи, дидойцами-гунзибцами, крызами Хачмазского района, лакцами различных районов.

### Известные уроженцы/жители
Уроженцами села являются: Алиага Хаджи оглы Ясинзаде — азербайджанский писатель, публицист, переводчик; Фамиль Рафиг оглы Байрамов — военнослужащий азербайджанской армии, участник Первой карабахской войны, геройски проявил себя в боях в Тертерском направлении. Похоронен на кладбище села Кархун.